# 黒沢智子

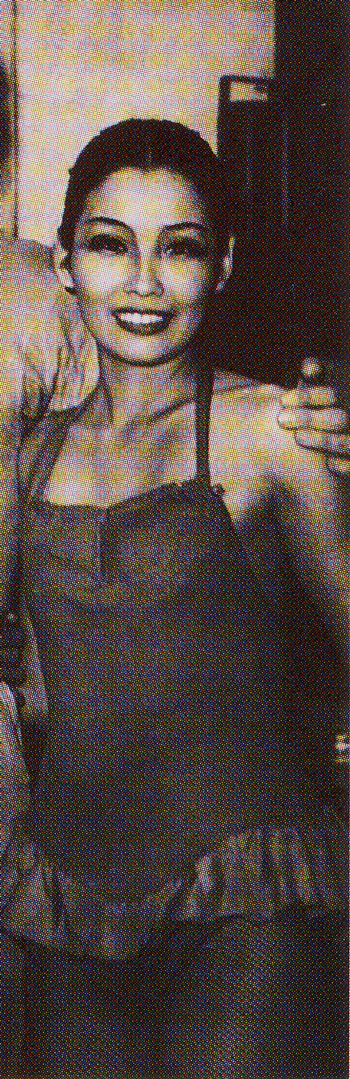
黒沢智子（1953年）

黒沢 智子 （くろさわ ともこ、旧姓：石井、1928年3月8日 - ） は、東京都出身のバレエダンサー・バレエ教師。戦後の黎明期にバレリーナとして活躍した後、1954年から盛岡市内でバレエ教室を主宰して数多くの舞踊手を育てた。

## 来歴
青森師範学校卒の教育者の三女として東京・尾久町に生まれる。8歳でダンスを習いはじめ、武蔵野高等女学校ではダンス部に所属して石井小浪の指導を受ける。その後日本女子体専でダンスの専門教育を受けた。戦時中は日本にバレエ教師がほとんど存在しなかったため、黒沢が習ったのは素足による西洋舞踊であった。
戦後の1947年、小牧正英と谷桃子によるバレエ 『薔薇の精』 を見て初めてバレエを志す。体育教員として地方に赴任していたのを1年で辞職し、谷の元に入門してクラシック・バレエの猛特訓を受けることになった。1949年、『レ・シルフィード』 の主役でデビュー。1952年、セルジュ・リファールの来日公演で谷や松山樹子と共に出演した。その後は谷桃子バレエ団のソリストとして 『白鳥の湖』 などで主役を踊った。
2023年、文化庁長官表彰。
盛岡市はもともと父親の出身地が北上市だったことからゆかりがあり、材木商の黒澤氏との結婚を機に黒沢バレエ研究所を開設。以来盛岡で半世紀にわたってバレエ教育と自主公演に携わる。門下生に力丸純奈、齊藤亜紀、佐々木陽平、川村真樹らがいる。岩手県教育表彰、日本バレエ協会功労賞などを受賞している。

## バレエ教師として
きちんと返事ができ、時間を守ることがバレエの基本だと言い切る。稽古場では生徒の特性や心理状況を瞬時に把握し、厳しく生徒に接するため恐れられる反面、生徒のやる気を引き出すことに長けているという。門下の齊藤亜紀によると、（留学先のベルギーでは）「うわっすべりの人達が多く…どんな教育を受けてきたかすぐ見抜かれる。そしてどんどん落伍して行く。黒沢教室にはそんな先輩は一人もいなかった」という。

## 公式サイト
- 黒沢智子バレエスタジオ - ウェイバックマシン（2011年10月26日アーカイブ分）[リンク切れ]